# Rytigynia pawekiae
Rytigynia pawekiae är en måreväxtart som beskrevs av Bernard Verdcourt. Rytigynia pawekiae ingår i släktet Rytigynia och familjen måreväxter.
Artens utbredningsområde är Malawi. Inga underarter finns listade i Catalogue of Life.